# Francisco Serrano de Reyna y Céspedes
Francisco Serrano de Reyna y Céspedes (n. alrededor de 1655 en Sevilla, España - m. en abril de 1711 en Veragua, Panamá) fue un militar y funcionario español, que fue gobernador de las provincias de Costa Rica y de Veragua.

## Datos familiares
Casó con Luisa Elizalde, con la que tuvo a Francisco Bruno Serrano de Reina y Céspedes, sargento mayor, nacido en Sevilla y muerto en Masaya, Nicaragua, el 27 de enero de 1726, quien casó en Cartago, Costa Rica, en 1704, con María Leocadia Salmón Pacheco y Abarca, viuda de Juan Antonio Ruiz Velasco;  José Mauricio Serrano de Reina y Céspedes (n. c. 1590), capitán; Juan José Serrano de Reina (n. c. 1596), Julián Felipe Serrano de Reina (n. c. 1700), y Luisa Marina Serrano de Reina.

## Carrera militar
Sentó plaza de soldado en Cádiz en 1671 en la compañía del capitán general Antonio Fernández de Córdoba, que salió de ese puerto con destino al reino de Tierra Firme (Panamá). Deseembarcó en Portobelo y sirvió durante cinco años en el castillo de la Gloria en ese puerto, y después pasó a la Ciudad de Panamá como alférez de una de las compañías del tercio. En ese puesto sirvió contra los indígenas del Darién.
En 1690, en uso de licencia, se embarcó hacia España pero su nave naufragó en el llamado Bajo de la Víbora, cerca de Jamaica. Salió a nado con pérdida de sus haberes y documentos y fue rescatado por otro navío de la misma flota, el Nuestra Señora de Regla. Llegado a Cádiz, se presentó en la plaza de Gibraltar a servir a su costa de aventurero en una de las seis compañías de milicias del batallón de Sevilla, con motivo de hallarse a la vista una armada francesa, con la cual hubo tres enfrentamientos con artillería y bombas, ocasiones en que obró con gran valor. Don Francisco Gutiérrez de los Ríos, conde de Fernán Núñez, en carta de 13 de septiembre de 1693, lo recomendó al rey Carlos II, quien lo nombró el 31 de agosto de 1695 como gobernador y capitán general de Costa Rica por cinco años, en reemplazo de don Manuel de Bustamante y Vivero.

## Gobernador de Costa Rica
Desembarcó en el puerto de la Caldera el 6 de enero de 1698. Tomó posesión el 8 de mayo de 1698 y llevó a cabo la residencia de su antecesor, aunque con tanto retraso que cuatro años después se le impuso una fuerte multa debido a esa demora.
En 1700 el misionero franciscano fray Pablo de Rebullida formó el pueblo de Térraba con indígenas salidos de la cordillera de Talamanca. El 4 de mayo de ese año, este fraile y su compañero fray Francisco de San José solicitaron al presidente de la Real Audiencia de Guatemala don Gabriel Sánchez de Berrospe que se constituyera una escolta de treinta soldados para acompañar a los misioneros que ingresaban en la región de Talamanca. Después de examinar el asunto en junta de Hacienda, la petición fue resuelta favorablemente por el presidente y, de acuerdo con lo que habían solicitado los misioneros, se nombró como jefe de la escolta al maestre de campo don Miguel de Echavarría Navarro y se encargó al gobernador que reclutara a los soldados necesarios.
En agosto de 1701 hizo reconstruir las fortificaciones de Quebrada Honda por temor a una invasión de los piratas.
El 17 de marzo de 1702 una partida de zambos mosquitos e ingleses invadió y saqueó la cuenca del río Matina.
En junio de 1702 llegaron a Moín dos balandras procedentes de Jamaica, con el propósito de comerciar. Fueron decomisadas junto con los esclavos y las mercaderías que traían a bordo.
A principios de 1703 el rey Felipe V nombró para sucederle a don Juan de Villalta Bustamante, pero no aceptó el cargo y en su lugar se designó el 5 de mayo de ese año al capitán Lorenzo Antonio de Granda y Balbín.
El 21 de julio de 1703 el gobernador escribió al presidente de la Audiencia para informarle que los misioneros Rebullida y San José se habían dirigido a la isla de Tójar, con la escolta de 30 hombres que se les había concedido.
El 20 de febrero de 1704, por haber tenido noticia de que Serrano de Reyna comerciaba ilícitamente por el puerto de Moín, la Real Audiencia de Guatemala comisionó al licenciado Francisco Carmona para instruir la causa, apresar al gobernador y demás culpados, embargase sus bienes y los remitiera presos a Santiago de Guatemala. También nombró como gobernador interino  de Costa Rica a Diego de Herrera Campuzano, quien ejerció el cargo hasta el 1.º de mayo de 1707.
Instruida la causa, Serrano de Reyna fue arrestado y enviado a Santiago de Guatemala. A su llegada logró escaparse y refugiarse en el convento de San Agustín. Por sentencia de 24 de septiembre de 1705, la Audiencia lo condenó a privación perpetua de oficio político y militar y a servir en el castillo de Ceuta y le impuso una multa de 6000 pesos. En última instancia la sentencia se redujo a una multa de 2000 pesos.

## Gobernador de Veragua
Después de su proceso regresó al servicio activo de las armas en el reino de Tierra Firme, y en 1708, cuando comandaba la artillería de la nao gobierno de galeones que viajaba entre Portobelo y Cartagena de Indias, participó en un enfrentamiento con cuatro navíos ingleses, y luchó nueve horas seguidas sin desemparar el puesto, desde las siete de la noche hasta las cuatro de la mañana. Sufrió una herida en la espalda, fue capturado por los atacantes y perdió todos sus haberes. Este hecho y el que Serrano de Reyna ofreció llevar a cabo el poblamiento de los indígenas borucas en Costa Rica, le ayudaron a recuperar el favor real. Además, don Lorenzo Antonio de Granda y Balbín, a quien se había nombrado para reemplazar a Serrano de Reyna y llevar a cabo su juicio de residencia, lo declaró por "recto y celoso ministro en el real servicio; y en nombre de su Majestad le dio las gracias, por sus buenos, y arreglados procedimientos, recomendándole también a Su Majestad, para que lo atendiese."
A consulta del Consejo de Indias de 21 de enero de 1709 Felipe V le hizo merced de las gobernaciones de Veragua el 10 de marzo de ese año y de Costa Rica el 24 de marzo, con calidad de entrar a servir este último cuando quedara vacante.
Tomó posesión.del gobierno de Veragua en diciembre de 1710, pero murió a escasos cuatro meses de desempeño.